# Diocesi di Campagna

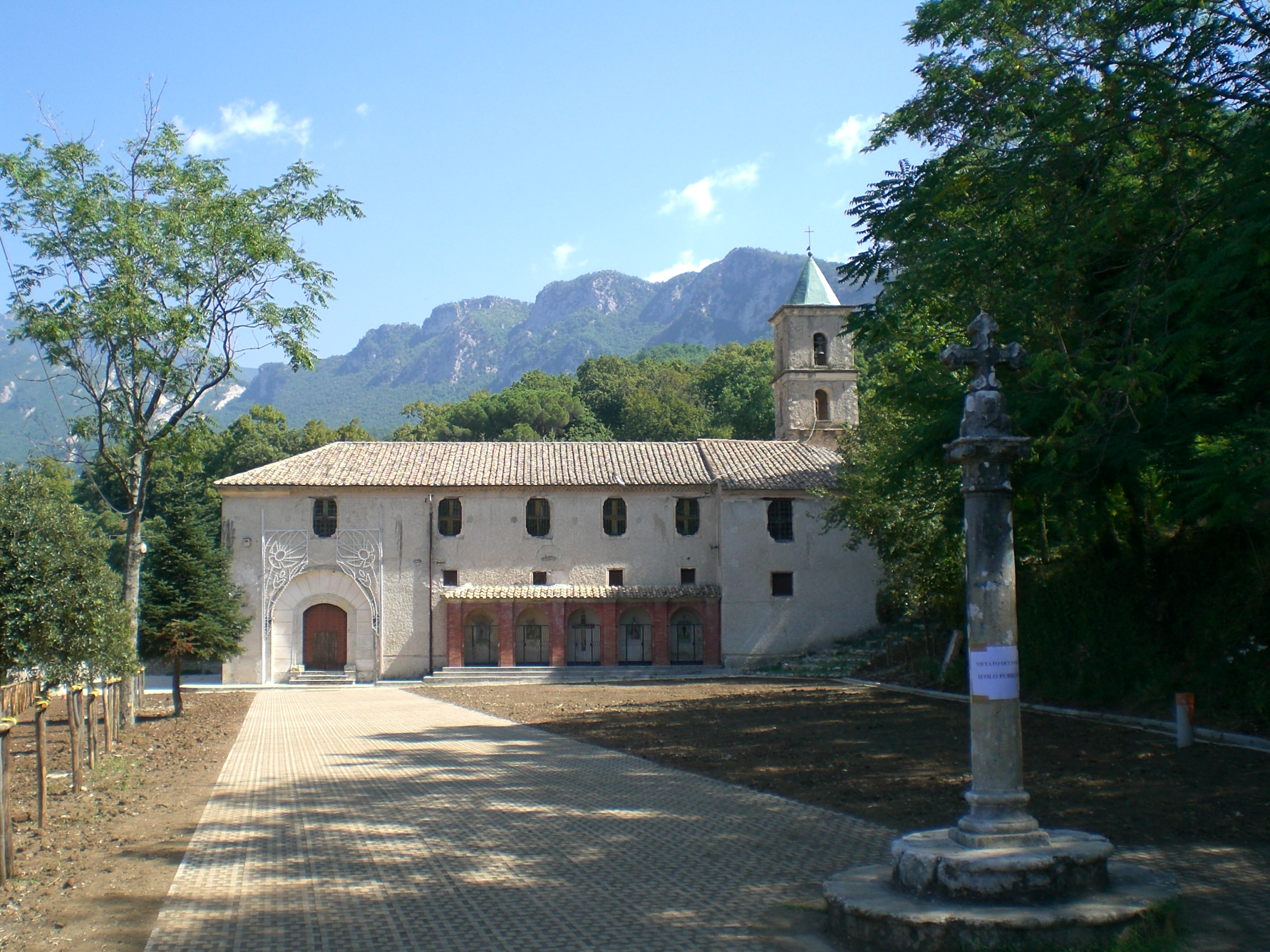
Il santuario della Madonna di Avigliano.

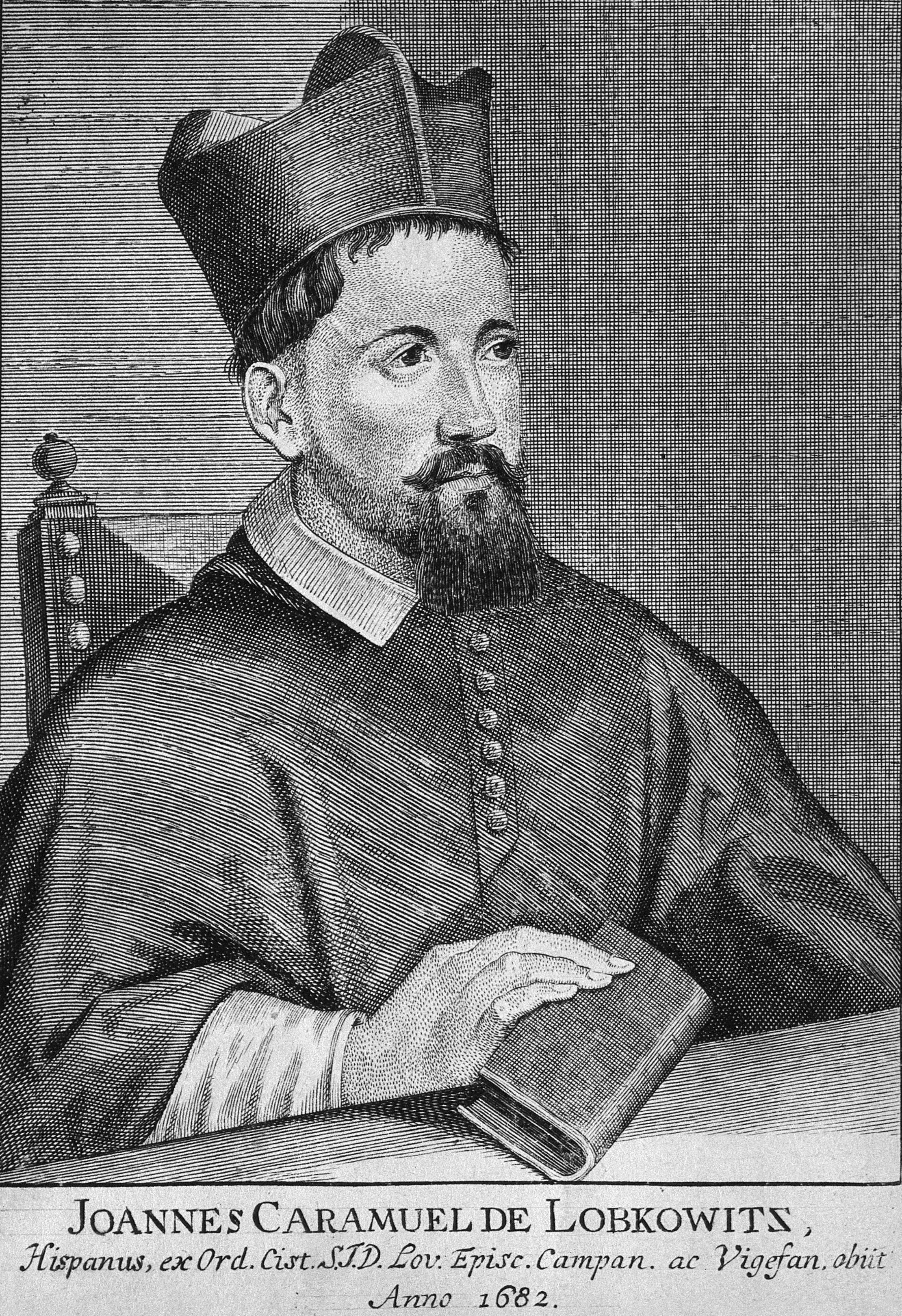
Juan Caramuel y Lobkowitz, vescovo di Campagna e Satriano dal 1657 al 1673, autore di opere di teologia morale, di filosofia, e soprattutto di matematica, astronomia, fisica.

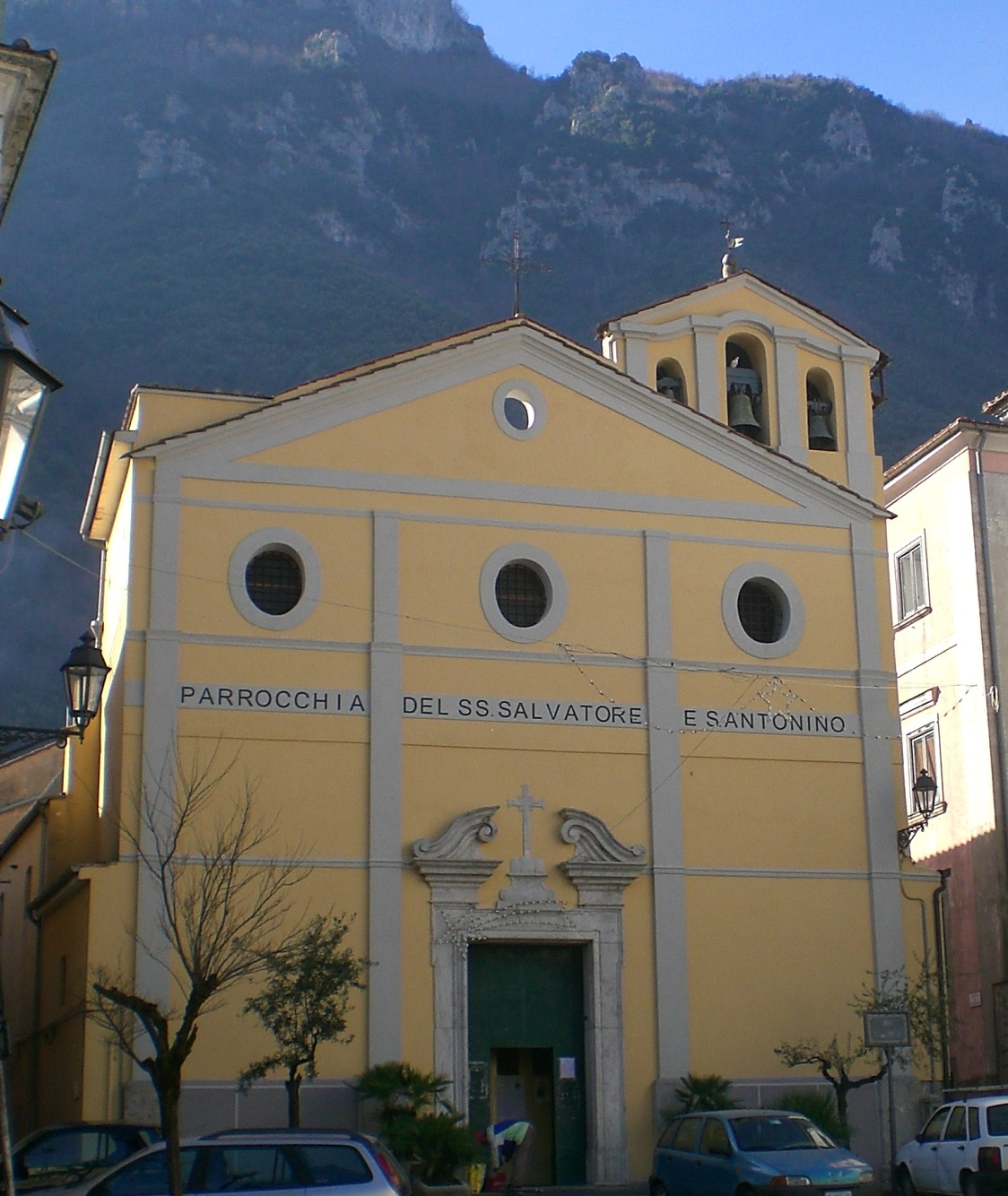
La chiesa del Santissimo Salvatore e Sant'Antonino a Campagna, sede della Confraternita di Santa Maria della Neve, intitolata al patrono della diocesi, Sant'Antonino abate.

La diocesi di Campagna (in latino Dioecesis Campaniensis) è una sede della Chiesa cattolica, istituita da papa Clemente VII il 19 giugno 1525.
Nell'ambito della generale riforma delle circoscrizioni diocesane in Italia, avviata dopo il Concilio Vaticano II, il 30 settembre 1986 la diocesi di Campagna è stata unita alla diocesi di Acerno e all'arcidiocesi di Salerno a formare l'arcidiocesi di Salerno-Campagna-Acerno.
Ne sono patroni sant'Antonino abate e san Liberato martire.

## Territorio
Il territorio della diocesi, alla vigilia della plena unione con Salerno e Acerno, comprendeva 16 comuni in provincia di Salerno: Campagna, Auletta, Buccino, Castelnuovo di Conza, Caggiano, Colliano, Contursi Terme, Laviano, Oliveto Citra, Palomonte, Ricigliano, Romagnano al Monte, Salvitelle, San Gregorio Magno, Santomenna, Valva.
Sede vescovile era la città di Campagna, dove sorgeva la cattedrale di Santa Maria della Pace, ora concattedrale dell'arcidiocesi di Salerno-Campagna-Acerno.
Nel 1986, poco prima dell'unione di Campagna con Salerno e Acerno, la diocesi era costituita da 30 parrocchie.

### Cattedrali
Sono state cattedrali della diocesi:
- la collegiata di Santa Maria della Pace (attuale Cappella della beata Vergine del Carmelo), dal 1525 al 1642;
- la chiesa di Santa Maria della Pace (attuale cripta), dal 1642 al 1683;
- la chiesa di Santa Maria ad Nives a Sant'Angelo Le Fratte, che fu occasionalmente cattedrale provvisoria nel XVII secolo;
- l'odierna concattedrale, che fu cattedrale della diocesi dal 1683 al 1986.

## Storia
La diocesi fu eretta il 19 giugno 1525 da papa Clemente VII con la bolla Pro excellenti praeeminentia, grazie all'interessamento del conte palatino Melchiorre Guerriero, campagnese, custode della cancelleria apostolica e abbreviatore pontificio. La nuova diocesi, che comprendeva la sola città di Campagna, fu unita aeque principaliter con la diocesi di Satriano. Mentre Satriano rimase suffraganea dell'arcidiocesi di Conza, Campagna fu sottoposta alla provincia ecclesiastica dell'arcidiocesi di Salerno. Primo vescovo delle diocesi unite fu il domenicano Cherubino Caietano, già vescovo di Satriano.
I vescovi, fin dall'inizio, posero la loro sede stabile a Campagna, cosa che ben presto suscitò malumore e malcontento nel clero e negli abitanti di Satriano, facendo emergere le difficoltà nell'unione di due diocesi montagnose, i cui territori non erano contigui, ma assai distanti fra loro. Fu il vescovo Juan Caramuel y Lobkowitz (1657-1673), il più noto fra i vescovi campagnesi, a spostare la residenza vescovile nel borgo lucano di Sant'Angelo Le Fratte, dove fece erigere un episcopio ed elevò a cattedrale la locale chiesa di Santa Maria ad Nives.
Nelle relazioni presentate a Roma in occasione delle visite ad limina emergono tutte le difficoltà incontrate dai vescovi nella gestione di queste due diocesi, difficoltà «ambientali (montagne orride, inclemenza e insalubrità dell'aria), sociali (delitti, stupri, costumi "barbari" e ancestrali), istituzionali (liti e conflitti con il clero, con le università, con i baroni)».
Al vescovo Francesco Saverio Fontana (1714-1736) si deve la costruzione del seminario diocesano e la ristrutturazione ed ingrandimento degli episcopi di Campagna e di Satriano.
Le due diocesi comprendevano diversi conventi e i monasteri, tra cui quelli dei domenicani, degli agostiniani, dei francescani, dei cappuccini e delle benedettine. Numerose anche le confraternite, intitolate alla Santissima Trinità, al Soccorso, al Santissimo Sacramento, al Santissimo Nome di Dio, a San Giovanni Battista, a Santa Maria della Neve, al terzo ordine di San Francesco d'Assisi, al Santissimo Rosario.
Il 27 giugno 1818, a seguito del concordato fra Pio VII e Ferdinando I, con la bolla De utiliori del medesimo papa ebbe termine l'unione con Satriano, contestualmente soppressa e unita alla diocesi di Campagna, a sua volta data in amministrazione perpetua agli arcivescovi di Conza. Da questo momento la diocesi comprenderà i territori di Campagna, Caggiano, Sant'Angelo Le Fratte, Satriano di Lucania e Savoia di Lucania.
Il 30 settembre 1921 con la bolla Ad christifidelium di papa Benedetto XV ebbe termine il regime di amministrazione perpetua e dopo oltre un secolo fu nominato un nuovo vescovo, Carmine Cesarano, già arcivescovo di Conza; contestualmente la diocesi fu resa immediatamente soggetta alla Santa Sede.
Con la stessa bolla fu rivisto anche il territorio diocesano, che si ingrandì notevolmente con l'acquisizione di 13 comuni in precedenza appartenuti all'arcidiocesi di Conza: Auletta, Buccino, Castelnuovo di Conza, Colliano, Contursi Terme, Laviano, Oliveto Citra, Palomonte, Salvitelle, San Gregorio Magno, Santomenna, Valva e Vietri di Potenza.
Il 31 marzo 1973 alcune modifiche territoriali hanno portato alla cessione dei comuni lucani di Sant'Angelo Le Fratte, Vietri di Potenza, Satriano di Lucania e Savoia di Lucania all'arcidiocesi di Potenza, e contestualmente all'acquisizione delle parrocchie campane di Ricigliano e Romagnano al Monte dalla diocesi di Muro Lucano.
Il 4 agosto 1973 l'arcivescovo di Salerno Gaetano Pollio, già amministratore apostolico della diocesi dal 1971, venne nominato anche vescovo di Campagna, unendo così le due sedi in persona episcopi.
Il 30 settembre 1986 in forza del decreto Instantibus votis della Congregazione per i Vescovi la diocesi di Campagna, quella di Acerno e l'arcidiocesi di Salerno sono state unite con la formula plena unione e la circoscrizione ecclesiastica sorta dall'unione ha assunto il nome di Arcidiocesi di Salerno-Campagna-Acerno.

## Cronotassi

### Vescovi di Campagna e Satriano
- Cherubino Caietano, O.P. † (19 giugno 1525 - 1544 deceduto)
- Camillo Mantuano † (14 novembre 1544 - 1560 deceduto)
- Marco Lauro, O.P. † (26 gennaio 1560 - aprile 1571 deceduto)
- Girolamo Scarampi † (16 luglio 1571 - agosto o settembre 1583 deceduto)
- Flaminio Roverella † (28 maggio 1584 - 1589 dimesso)
- Giulio Cesare Guarnieri † (19 luglio 1591 - 1607 deceduto)
- Barzellino de' Barzellini † (14 maggio 1607 - 1618 deceduto)
- Alessandro Scappi † (12 febbraio 1618 - 17 maggio 1627 nominato vescovo di Piacenza)
- Costantino Testi, O.P. † (24 gennaio 1628 - 30 gennaio 1637 deceduto)
- Alessandro Leparulo † (14 dicembre 1637 - 1644 deceduto)
  - Gaspare Simeonibus † (1644 - 1644 deceduto)  (vescovo eletto)
- Francesco Carducci † (12 dicembre 1644 - 22 marzo 1649 nominato vescovo di Sulmona e Valva)
- Maria Giuseppe Avila, O.P. † (12 aprile 1649 - 24 settembre 1656 deceduto)
- Juan Caramuel y Lobkowitz, O.Cist. † (9 luglio 1657 - 6 agosto 1673 dimesso)
- Domenico Tafuri, O.SS.T. † (25 settembre 1673 - dicembre 1679 deceduto)
- Girolamo Prignano † (11 marzo 1680 - 2 agosto 1697 deceduto)
- Giuseppe Bondola, O.F.M.Conv. † (2 dicembre 1697 - 4 febbraio 1713 deceduto)[11]
- Francesco Saverio Fontana † (17 settembre 1714 - 30 settembre 1736 deceduto)
- Giovanni Angelo Anzani † (19 novembre 1736 - 12 febbraio 1770 deceduto)
- Nicola Ferri † (28 maggio 1770 - febbraio 1773 deceduto)
- Marco De Leone † (14 giugno 1773 - 1793 deceduto)
  - Sede vacante (1793-1818)

### Vescovi di Campagna
- Sede amministrata dagli arcivescovi di Conza (1818-1921)

- Carmine Cesarano, C.SS.R. † (30 settembre 1921 - 16 dicembre 1931 nominato arcivescovo, titolo personale, di Aversa)
- Pietro Capizzi † (16 settembre 1932 - 12 agosto 1937 nominato vescovo di Caltagirone)
- Giuseppe Maria Palatucci, O.F.M.Conv. † (20 settembre 1937 - 31 marzo 1961 deceduto)
- Jolando Nuzzi † (20 maggio 1961 - 4 gennaio 1971 nominato vescovo di Nocera de' Pagani)
  - Sede vacante (1971-1973)
- Gaetano Pollio, P.I.M.E. † (4 agosto 1973 - 20 ottobre 1984 dimesso)
- Guerino Grimaldi † (20 ottobre 1984 succeduto - 30 settembre 1986 nominato arcivescovo di Salerno-Campagna-Acerno)

## Statistiche
Secondo l'Annuario pontificio del 1981, l'anno precedente la diocesi su una popolazione di 52.510 abitanti contava 52.000 battezzati, corrispondenti al 99,0% del totale.
| anno | popolazione | popolazione | popolazione | presbiteri | presbiteri | presbiteri | presbiteri                | diaconi | religiosi | religiosi | parrocchie |
| anno | battezzati  | totale      | %           | numero     | secolari   | regolari   | battezzati per presbitero | diaconi | uomini    | donne     | parrocchie |
| ---- | ----------- | ----------- | ----------- | ---------- | ---------- | ---------- | ------------------------- | ------- | --------- | --------- | ---------- |
| 1950 | 69.102      | 69.102      | 100,0       | 62         | 51         | 11         | 1.114                     |         | 12        | 70        | 29         |
| 1959 | 68.114      | 69.102      | 98,6        | 54         | 48         | 6          | 1.261                     |         | 8         | 52        | 36         |
| 1970 | 64.000      | 65.500      | 97,7        | 39         | 37         | 2          | 1.641                     |         | 2         | 51        | 34         |
| 1980 | 52.000      | 52.510      | 99,0        | 31         | 29         | 2          | 1.677                     |         | 2         | 42        | 32         |